# Aspocomp Group
Aspocomp Group Oyj är ett finländskt börsnoterat elektronikindustriföretag med säte i Helsingfors. 
Företaget tillkom 1999 genom delning av Aspo Oyj, där tillverkning av elektroniska komponenter ägt rum sedan 1972. Aspocomp Group tillverkar kretskort bland annat för telekommunikations- och bilindustrin samt andra elektronikprodukter. Förutom i Finland har företaget industriell verksamhet i Kina och Thailand. Omsättningen var 2001 222 miljoner euro, antalet anställda omkring 3 300. År 2009 var omsättningen 13,2 miljoner euro, antalet anställda vid företagets fabrik i Uleåborg och vid koncernledningen var detta år 105.